# (10055) Silcher
(10055) Silcher es un asteroide que forma parte del cinturón de asteroides y fue descubierto por Freimut Börngen desde el Observatorio Karl Schwarzschild, en Tautenburg, Alemania, el 22 de diciembre de 1987.

## Designación y nombre
Silcher fue designado al principio como 1987 YC1.
Más tarde, en 1999, se nombró en honor del compositor alemán Friedrich Silcher (1789-1860).

## Características orbitales
Silcher orbita a una distancia media del Sol de 2,958 ua, pudiendo acercarse hasta 2,783 ua y alejarse hasta 3,134 ua. Su inclinación orbital es 0,4648 grados y la excentricidad 0,05922. Emplea 1859 días en completar una órbita alrededor del Sol. El movimiento de Silcher sobre el fondo estelar es de 0,1937 grados por día.

## Características físicas
La magnitud absoluta de Silcher es 13,5.